# Gajan (Ariège)
Gajan é uma comuna francesa na região administrativa de Occitânia, no departamento de Ariège.